# Yamasaki Motorcycle Company
Die Yamasaki Motorcycle Company ist ein chinesischer Hersteller von Motorrädern. In Deutschland ist Yamasaki eher bekannt durch eine Palette von Kleinkrafträdern der 50-cm³-Klasse. Zu den übrigen Produkten gehören Roller, Elektrofahrräder und weitere Fahrzeuge.